# Parti algérien pour la démocratie et le socialisme, Parti des communistes algériens
Le Parti algérien pour la démocratie et le socialisme, parti des communistes d'Algérie (PADS) est un parti politique algérien d'orientation communiste.

## Historique
Ce parti a été fondé en application d'une déclaration-programme adoptée le 1er mars 1993 par des dirigeants et des militants du Parti de l'avant-garde socialiste (PAGS) opposés à la décision de dissolution de ce parti, prise par une fraction de son comité central le 22 janvier 1993 à Alger en violation de ses objectifs historiques et de ses statuts qui ne mentionnaient nullement une telle éventualité.
L'éclatement du PAGS a été l'aboutissement de divergences inconciliables entre deux tendances qui s'étaient formées dans un double contexte imbriqué national et international : celui des conséquences politiques et idéologiques de la victoire de la contre-révolution capitaliste dans le camp socialiste, et celui du danger de la prise du pouvoir en Algérie par les courants de l'obscurantisme masqué sous le voile de l'Islam et décidés à concrétiser leurs succès électoraux par l'insurrection armée en vue d'instaurer un État théocratique.
Le courant qui a organisé en janvier 1993 le congrès de liquidation du PAGS avait rompu avec les principes du marxisme-léninisme. Il avait renoncé à toute conception mettant les classes et leurs luttes antagonistes au centre de son analyse et se fixant pour objectif l'abolition de la propriété privée des moyens de production. Il avait proclamé que le but stratégique de la lutte n'était plus le socialisme mais l'avènement d'un capitalisme moderne.
Il considérait que la transformation du PAGS en large rassemblement des forces opposées à l'État théocratique dépassant les clivages de classe était une condition fondamentale pour vaincre les tenants de l'idéologie théocratique.
Pour ce courant le maintien du PAGS contrariait le succès de cette lutte en faisant le jeu de l'obscurantisme. Sa disparition devait au contraire donner à la nouvelle formation une envergure politique nouvelle de nature à lui faire jouer le rôle d'un pôle dirigeant.
Le courant qui a créé le PADS avait constaté l'existence au sein du PAGS de courants et de reclassements idéologiques inconciliables. Ce courant n'a plus souhaité maintenir une unité illusoire et nuisible au travail de clarification nécessaire pour réaliser les objectifs historiques des communistes algériens. Il prenait en compte les aspects tactiques liés à la fois à la lutte contre les mouvements théocratiques et leur violence armée et à la mobilisation de la classe ouvrière et des couches sociales populaires contre les plans de privatisations et d'accaparement des richesses de la nation par les partisans au pouvoir du capitalisme.
Dans ses analyses, le PADS mettait en lumière le fait que la formation des courants obscurantistes avait été encouragée depuis les années 1980 par une fraction du pouvoir fortement liée aux milieux des affaires. Cette fraction orientait la violence de ces courants de manière à accélérer le tournant vers un capitalisme déclaré, baptisé économie de marché, en divisant le peuple dont la majorité demeurait attachée à l'option socialiste et en détruisant les forces démocratique et progressistes capables de déjouer ses plans.
Des trois éventualités d'évolution politique défavorables aux intérêts des travailleurs envisagées dans sa déclaration du 1er mars, celle que le PADS considérait comme la plus probable était la réalisation d'une grande alliance, ou nouvel arrangement, des classes possédantes dans le cadre d'une dictature camouflée sous une démocratie de façade. Cet arrangement allait se sceller entre les groupes socio-politiques dirigeants, liés aux affaires, issus de l'ancien régime du parti unique et les mouvements dits islamistes qui renonceraient à l'exercice exclusif du pouvoir. Cette alliance est dirigée contre les intérêts des masses laborieuses. Son objectif alors inavoué allait être l'accaparement des richesses nationales par les classes et couches sociales dont ces forces réunies exprimaient les intérêts et les objectifs économiques.
Cette prévision a été confirmée par le cours des événements au moment où le courant qui avait liquidé le PAGS avait pensé que la lutte contre les courants obscurantistes allait inévitablement accoucher d'une société moderne débarrassée des vestiges de l'archaïsme.
Pour le PADS la lutte sous toutes les formes contre le danger de prise du pouvoir par les courants théocratiques armés ne pouvait être dissociée de la lutte pour sauvegarder les libertés démocratiques qui venaient d'être arrachées, pour mettre en échec les plans de libéralisation de l'économie et de paupérisation des travailleurs.
Les fondateurs du PADS ont réaffirmé dans cette déclaration leur objectif de créer un parti révolutionnaire intransigeant sur la question de son indépendance politique et idéologique et du rôle dirigeant à faire jouer à la classe ouvrière dans les alliances et les luttes pour la réalisation de l'objectif d'une société débarrassée de l'exploitation de classe, la société socialiste fondée sur la propriété sociale des moyens de production, première phase historique du communisme.
Le PADS considère que la restauration de l'ordre capitaliste dans les anciens pays socialiste n'est qu'une victoire historiquement passagère des tenants des privilèges fondés sur l'exploitation de la classe ouvrière. Cette victoire ne met pas fin à la lutte des exploités et des opprimés pour abolir définitivement ce régime. L'expérience inaugurée par la révolution russe d'octobre 1917 est une première grande répétition historique dont tous les enseignements doivent être tirés et assimilés par les forces du prolétariat mondial.
Il échoit à ses forces la tâche de préparer une nouvelle offensive en vue du renversement du capitalisme dont les contradictions internes insurmontables confirment l'incapacité à développer les forces productives de façon harmonieuse pour satisfaire les besoins sociaux croissants des producteurs, des contradictions qui portent des inégalités croissantes, de graves dommages que la course au profit fait subir à la nature, des conflits générateurs de guerres menaçant la survie même de l'espèce humaine en raison de l'accumulation d'armes de destruction nucléaire, chimique et biologique apocalyptique
Depuis sa fondation, le PADS déploie toutes ses forces pour la reconstruction d'un Parti communiste en Algérie sur la base de l'idéologie marxiste-léniniste en organisant avant tout dans ses rangs les éléments conscients de la classe ouvrière, classe la plus exploitée en alliance avec les autres couches dominées, notamment la paysannerie laborieuse. En vue de son objectif stratégique, il vise à rassembler les larges couches populaires du pays dans leur combat quotidien pour leurs revendications et leurs intérêts immédiats. Il s'efforce d'impulser leur organisation dans des syndicats de classe, de jeunes, de femme, etc.
À travers cet effort il tend à réunir dans l'action les conditions organisationnelles et idéologiques d'une révolution socialiste qui instaurera le pouvoir de la classe ouvrière et de ses alliés, mettra fin au pouvoir de la bourgeoisie, du système d'exploitation de l'homme par l'homme, à la domination mondiale et aux ingérences de l'impérialisme fauteur de guerres et de malheurs, de rapines et de misère.
Se considérant comme l'héritier du Parti communiste Algérien (PCA) puis du Parti de l'Avant-Garde Socialiste (PAGS), le Parti Algérien pour la Démocratie et le Socialisme est actif à l'intérieur et à l'extérieur du pays depuis sa naissance. Il accumule des forces malgré une loi sur les partis, imposée par le pouvoir en place en violation des principes démocratiques, qui ne lui permet pas pour le moment d'obtenir sa légalisation. Reconnu par de nombreux partis communistes dans le monde pour son activité idéologique et politique, il participe depuis la première rencontre organisée en juin 1998 par le Parti communiste de Grèce pour célébrer le 150e anniversaire du Manifeste communiste de Marx et Engels à toutes les rencontres internationales des partis communistes et ouvriers.
Son organe Le Lien des ouvriers et des paysans a été lancé en septembre 1993. Il est édité et diffusé à l'intérieur et à l'extérieur du pays. Son site internet intitulé Le Lien-pads fonctionne normalement.
Il publie régulièrement des carnets (Carnets du PADS) qui reproduisent ses textes et ceux du mouvement communiste et ouvrier international. Il a publié à ce jour[Quand ?] près de 120 numéros de son organe et 80 numéros des Carnets du PADS. A cela s'ajoutent les nombreux tracts qui livrent ses positions sur l'actualité quotidienne ou dans lesquels sont commémorés des événements historiques du mouvement communiste et ouvrier.